# Chika Ofili
Chika Ofili é um estudante nigeriano, radicado no Reino Unido, conhecido por ter desenvolvido a fórmula matemática de divisão para o número 7. Tal descoberta conferiu ao jovem o prêmio Trulittle Leadership Hero de 2019.
A formula consiste em pegar o último dígito do número que se deseja verificar se é divisível por 7 e multiplicá-lo por 5, após, soma-se o resultado dessa multiplicação com os números restantes. Se o resultado dessa soma corresponder a um número divisível por 7, conclui-se que o número originário também é divisível por 7. Essa operação pode ser repetida novamente, dessa vez usando o resultado da primeira soma, caso ainda não seja possível identificar se referido número é divisível por 7.
Exemplo com o número 532
Pega-se o útlimo dígito, no caso 2, e multiplica por 5: 2 x 5 = 10. 
Soma-se o resultado com os números restantes: 10 + 53 = 63. 
O número 63 é divisível por 7 (9 x 7), logo, 532 também é divisível por 7.
Exemplo com o número 2996
6 x 5 = 30. 30 + 299 = 329.
32 + (9 x 5) = 77.
77 é um número divisível por 7 (11 x 7), logo, 2996 também é divisível por 7.